# Depsa
Depsa, pseudonimo di Salvatore De Pasquale (Portici, 28 luglio 1954), è un autore televisivo, paroliere e musicista italiano.
Uno dei più prolifici autori italiani, sia in campo musicale con oltre 3000 canzoni composte, tra cui Champagne, Gli amori (interpretata anche da Ray Charles con il titolo Good love gone bad), Il sognatore, Ti voglio bene e Oramai, 22 partecipazioni al Festival di Sanremo con una vittoria nel 1976 con Non lo faccio più e 10 allo Zecchino d'Oro, che televisivo (autore di numerose trasmissioni e sigle di punta per la RAI e Mediaset, conseguendo 9 Telegatti) e teatrale.

## Biografia
(Da Il sognatore)
È nato a Portici il 28 luglio 1954. Laureato in Giurisprudenza a Napoli, ha svolto principalmente la professione di autore di canzoni (sia testi che musiche), scrittore, ideatore e realizzatore di programmi televisivi, a cui si è aggiunta successivamente quella di artista figurativo. Per la musica e le opere visive ha firmato sempre con lo pseudonimo Depsa. Dal 2013 è tornato a vivere a Milano, dopo un lungo periodo romano. Dal 2019 è titolare della cattedra di Sociologia della televisione e dello spettacolo, facoltà di Scienze della Comunicazione presso l'Università degli Studi dell'Insubria, sedi di Varese e Como.

## La carriera musicale e discografica
A diciassette anni incontra Peppino di Capri, con il quale intraprende un lungo sodalizio artistico (sarà proprio quest'ultimo a suggerirgli lo pseudonimo Depsa). Il cantante napoletano infatti, inciderà dal 1972 al 2019 cinquantaquattro sue canzoni, molte delle quali entreranno in finale in diverse manifestazioni canore: Una catena d'oro per Un disco per l'estate 1972, Champagne, per Canzonissima 1973/74, Non lo faccio più, vincitrice al Festival di Sanremo 1976, E mo e mo (1985), Il sognatore (1986), Ammore scumbinato, riproposta nel 2014 anche da Renzo Arbore.
Nel 1978 Depsa inizia a lavorare alla Durium, che è alla ricerca di un produttore interno. Vi rimarrà fino al 1984, svolgendo il lavoro di discografico, pur continuando a scrivere canzoni.
Come autore musicale e di testi ha collezionato 22 partecipazioni al Festival di Sanremo in gara, più due fuori gara con Raffaella Carrà, con un primo posto (nel 1976, con Non lo faccio più), tre secondi posti (nel 1980 con Ti voglio bene, nel 1990 con Gli amori, tradotta in inglese come Good Love Gone Bad nell'esecuzione di Ray Charles, e nel 1997 con Storie), un terzo posto (nel 2005 nella sezione Campioni uomini con La panchina), vincendo anche un premio della critica ( Oramai interpretata da Fiordaliso a Sanremo 1983 sezione giovani).
Nel 1983 arriva tra i dieci finalisti dell'International Festival of Tokyo, con la canzone Musica e parole, interpretata da Tiziana Rivale.
Nel novembre 1990 partecipa per la prima volta allo Zecchino d'Oro, vincendolo col brano Nonno Superman, di cui ha composto testo e musica. Ne farà altri nove, fino al 2007.
Nell'arco della sua carriera Depsa ha composto circa tremila canzoni come paroliere e musicista, incidendone all'incirca cinquecento; i suoi brani hanno venduto oltre venti milioni di copie, in Italia e all'estero.

## Autore teatrale
Debutta come autore di cabaret a Portici negli anni '70, con un gruppo di amici a Portici, a pochi km di distanza da un altro gruppo di ragazzi che successivamente otterranno successo come La Smorfia.
Ha continuato a lavorare a Napoli per il teatro sia con Gino Rivieccio che con Leopoldo Mastelloni, per il quale nel 1981, inizia a comporre musiche e canzoni originali.
Nel 1988 debutta come commediografo al teatro Sancarluccio di Napoli con la piece Il destino suona sempre due volte.
Per anni mantiene una costante collaborazione artistica con Gino Landi, regista e coreografo, col quale ha scritto due musical: Il mito, ispirato alla vita di Enrico Caruso e La storia di Carmen, ambientata a Napoli nel 1860, ispirato all'omonima opera di Bizet, nonché, con la compagnia teatrale di Sal da Vinci, “Canto per amore “nel 2008-2009, “Io+Voi=Noi” nel 2010, “Il mercante di stelle” nel 2011.
Dal 18 al 27 maggio 2018 presenta al teatro Nuovo e l’anno successivo al teatro Manzoni di Milano Sanremo Musical, di cui è autore in coppia con Isabella Biffi, che ne cura anche la regia, prodotto da Walter Vacchino proprietario del Teatro Ariston di Sanremo, dove il musical va in scena nel 2019 e che ripercorre la storia della manifestazione dal 1951 fino ai giorni nostri.

## Autore televisivo
Nel 1985 debutta come autore televisivo nel programma Grand Hotel di Canale 5, continuando successivamente a prendere parte, come ideatore e autore, a oltre centocinquanta diversi programmi televisivi, sia in Mediaset che in RAI: in questo ambito ha conseguito nove volte il Telegatto.
Dalla fine degli anni Novanta è autore di trasmissioni di successo: collabora con Corrado per le sue ultime edizioni de La Corrida e dei Telegatti; nel 2002 è commissario artistico e coautore per il cinquantaduesimo Festival di Sanremo, fino al 2004 per Domenica in, fino al 2009 per la versione de La Corrida condotta da Gerry Scotti.

## Scrittore
Nel 1994 pubblica  Sesso chi legge,  manuale di "diseducazione sessuale"  edizioni Sonzogno
Nel dicembre 2009 pubblica il cofanetto Canzoni da leggere e poesie da cantare, dove ripercorre la sua vita artistica attraverso aneddoti e versi tratti da alcune delle sue canzoni, con allegato un CD in cui si cimenta come interprete.
Nel 2013 pubblica n.12 e book, uno per ogni mese dell’anno , dal titolo “La palestra dell’anima“ edizioni Wannaboo
Nel 2021 pubblica “Ecco a voi la TV”, “La televisione e gli italiani di ieri, di oggi e (forse) di domani“, Mimesis editore.
Nel 2023 pubblica "La Mala tv "," La decadenza di un medium da salvare ",Mimesis editore.

## Artista figurativo
Alla fine degli anni '60 sviluppa la sua passione per il disegno a Napoli. Nel 1979, l'incontro a Milano con il pittore Pietro Annigoni che lo incita a proseguire con l'arte figurativa.
Nel 2012 Depsa lega il suo nome all'Associazione Internazionale Via Margutta di Roma.
Nel 2013 espone i suoi lavori alla Summer Exibition presso la Royal Academy of Arts di Londra.
Nel 2014 pubblica la serie "Ritratti dei pontefici", Raffi Editore , distribuzione nelle edicole RCS,  raggiungendo oltre ottantamila copie di stampe di disegni vendute. 
Nel giugno del 2015 i suoi ritratti di Wagner, Brahms, Puccini, Verdi, Rossini, vengono esposti al Teatro alla Scala, in occasione dell'EXPO.
Nel luglio 2017 espone con una personale a Vitebsk, Bielorussia, in occasione dello Slavianski Bazaar, per i 25 anni di rapporti tra Bielorussia e Italia e per i 120 anni della nascita di Marc Chagal.
Dal 13 al 19 giugno 2024 , espone ad Ostuni con una personale monotematica sulla Pace ,del titolo: "Please Peace - Sambiamoci un segno di pace "in occasione del G7 tenutosi contemporaneamente nella vicina Borgo Egnazia

## Curiosità
- a Salvatore De Pasquale (in arte Depsa) il 7 maggio 2022 l'Amministrazione Comunale di Portici ha conferito la cittadinanza onoraria con la seguente motivazione :"Per il suo impegno nella musica, nella televisione e nelle arti figurative e per il forte legame mantenuto con Portici, sua città natale, la riconoscenza e la gratitudine della cittadinanza "
- Depsa diventa noto al grande pubblico per apparire anche visivamente al programma La Corrida, di cui lui stesso è co-autore, intervenendo ogni tanto e interagendo scherzosamente con il conduttore Gerry Scotti: addirittura nelle ultime puntate de La Corrida del 2009 prenderà parte al gioco Ma che c'avrà de' strano?, svelando alcuni curiosi dettagli della sua vita.

## Carriera

### Autore musicale
- Un disco per l'estate (Una catena d'oro 1972, Favola triste 1984) | (coautore di musica e testo)
- Canzonissima (Magari 1972, Champagne 1973, Mai 1974) | (coautore di musica e testo)
- Festival Internazionale di Venezia (Amo 1975) | (coautore di musica e testo)
- Festivalbar (Girl l you are my song  1986) | (coautore di musica e testo)
- International Festival of Tokyo (Musica e parole 1983) | (coautore di musica e testo)
- Zecchino d'Oro
  - Zecchino d'Oro 1990: Nonno Superman (prima classificata) - autore di musica e testo
  - Zecchino d'Oro 1991: Fründ, amico, ami - autore della traduzione italiana del testo
  - Zecchino d'Oro 1994: Ma che pizza - autore di musica e testo
  - Zecchino d'Oro 1997: Panna e cioccolato - autore della traduzione italiana del testo
  - Zecchino d'Oro 2000: Balalaika magica - autore della traduzione italiana del testo
  - Zecchino d'Oro 2001: La gallina Painè - autore della traduzione italiana del testo
  - Zecchino d'Oro 2002: Violino mio - autore della traduzione italiana del testo
  - Zecchino d'Oro 2003: Ma va là! - autore della traduzione italiana del testo
  - Zecchino d'Oro 2006: La mia Suisse - autore della traduzione italiana del testo
  - Zecchino d'Oro 2007: Un fiore nel deserto - autore della traduzione italiana del testo
- Festival Italiano (La voce del cuore 1994) - coautore di musica e testo
- Festival di Sanremo:
  - 1976: prima classificata Non lo faccio più (Peppino di Capri) - (coautore di musica e testo)
  - 1980: seconda classificata Ti voglio bene (Enzo Malepasso) - ventesima classificata Tu cioè (Peppino di Capri) | (coautore di musica e testo)
  - 1981: non finaliste Amore mio (Enzo Malepasso) - Un'isola alle Hawaii (Franco Fasano) | (coautore di musica e testo)
  - 1982: dodicesima classificata Ping pong (Plastic Bertrand) - non finalista Una sporca poesia (Fiordaliso) | (coautore di musica e testo)
  - 1983: quinta classificata Oramai (Fiordaliso) premio della critica
  - 1985: nona classificata E mò e mò (Peppino di Capri) | (coautore di musica e testo)
  - 1987: quinta classificata Il sognatore (Peppino di Capri) | (coautore di musica e testo)
  - 1988: diciassettesima classificata Nun chiagnere (Peppino di Capri) - semifinalista nuove proposte La notte delle favole (Tania Tedesco);
  - 1989: ventitreesima classificata La fine del mondo (Gigi Sabani) | (coautore di musica e testo)
  - 1990: seconda classificata Gli amori (Toto Cutugno) - finaliste Buona giornata (Ricchi e Poveri) - Evviva Maria (Peppino di Capri)
  - 1991: ottava classificata Oggi sposi (Al Bano e Romina Power) | (coautore di musica e testo)
  - 1992: tredicesima classificata Un uomo in più (Drupi)
  - 1996: finalista Sarò (Raffaella Cavalli)
  - 1997: seconda classificata Storie (Anna Oxa);
  - 2003: undicesima classificata Vorrei (Daniela Pedali)
  - 2005: terzo classificato (categoria classic) La panchina (Peppino di Capri).

### Autore televisivo
Principali trasmissioni televisive come autore/ideatore per le reti Mediaset:
- Grand Hotel - 1985-1986
- Scherzi a parte (nato da una sua idea)
- Un fantastico tragico venerdì - (Paolo Villaggio)
- Che piacere averti qui - (Paolo Villaggio)
- Miss Italia - 1987
- Stranamore - (prime 4 edizioni)
- La Corrida - 1997
- La corrida - (Gerry Scotti 2006/2007/2008/2009)
- I tre moschettieri
- Odissea - (commedia musicale tv)
- Bellezze al bagno - (2 edizioni)
- Gran premio internazionale della televisione - (Notte dei Telegatti 15 edizioni dal 1990 al 2004)
- Matricole
- I guastafeste
- Buona Domenica - (2 edizioni) 1998-2000
- C'è posta per te - (dalla puntata zero e edizione 2000)

Principali trasmissioni televisive come autore/ideatore per le reti RAI:
- La Bella e la Besthia - (Dalla–Ferilli)
- Fantastica italiana - 2001 (Venier-Lopez)
- Domenica in - (2 edizioni 2002-2004)
- Una voce per Padre Pio - 2001
- Festival di Sanremo 2002 (sia come autore che come commissario artistico)
- Una notte per Caruso [(2013)] [(2014)] [(2015)]
- Così lontani, così vicini [(2016)]
- Festival di Castrocaro [(2014)] [(2015)] [(2016)]
- Progettazione e realizzazione Rai Futura su digitale terrestre.

### Sigle televisive composte da Depsa
- Canale 5: Grand Hotel, Sabato al circo, Cuori e denari, Buona Domenica, La Corrida;
- Italia 1: Un fantastico tragico venerdì, Che piacere averti qui;
- Rete 4: Buon pomeriggio, Buona giornata, Bellezze al bagno;
- Raiuno: Buonasera con..., Di tasca nostra, Il sabato dello zecchino, L'ispettore Gadget, Il cavaliere della sera, Domenica in.